# Primosoom
Een primosoom bestaat uit DNA primase en helicase en is nodig bij het synthetiseren van een RNA-primer. Een RNA-primer bestaat uit ongeveer 11 ±1 nucleotiden.
Er zijn verschillende primosomen, zoals
- DnaA-afhankelijke
- PriA-afhankelijke